# Bory Tucholskie (mezoregion)

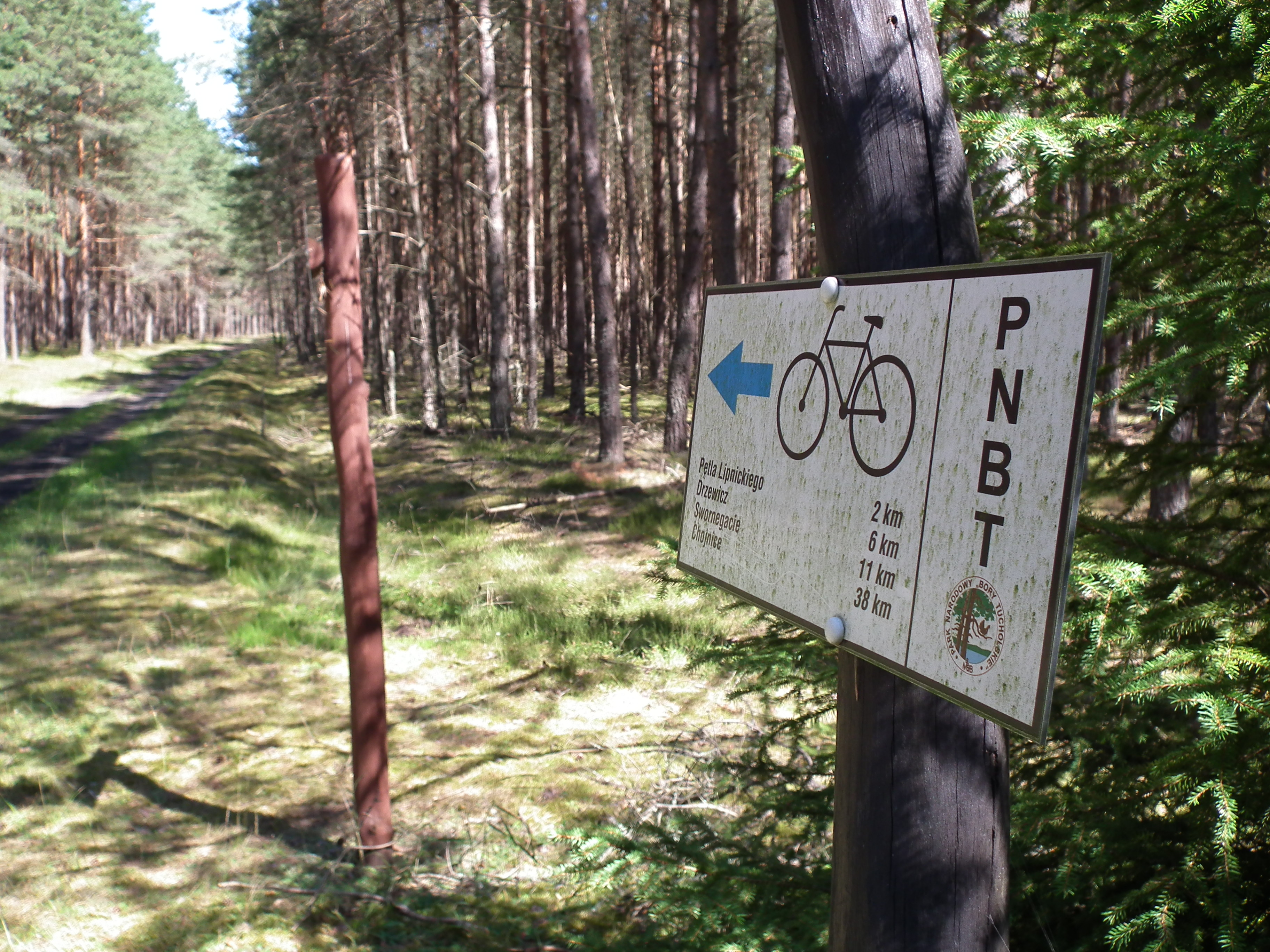
Zagospodarowanie turystyczne Borów Tucholskich

Bory Tucholskie (314.71) – mezoregion fizycznogeograficzny w północnej Polsce (województwo pomorskie i kujawsko-pomorskie) w dorzeczu Brdy i Wdy. Obszar ok. 2,4 tys. km². Obszar mezoregionu jest w znacznej mierze pokryty kompleksem leśnym o tej samej nazwie. Niekiedy mezoregion ten bywa łączony z Wysoczyzną Świecką pod nazwą Równina Tucholska. Z kolei kompleks leśny, od którego mezoregion przyjął nazwę, pokrywa również dużą część Równiny Charzykowskiej i wchodzi na obszar kolejnych mezoregionów.

## Środowisko geograficzne
Rzeźba terenu ukształtowana została przez ostatnie zlodowacenie. Oprócz sandrów występują pagórki morenowe, rynny, wydmy i doliny rzeczne. Na terenie mezoregionu znajduje się wiele jezior, do największych jezior należą:
- Wdzydze – 1455,6 ha, głębokość 68 m
- Kałębie – 466,3 ha 6,4 m
- Radodzierz – 250 ha, 9,5 m
- Wielewskie 160 ha 40,5m

Gleby są na ogół ubogie, piaszczyste klas IV – VI, jedynie w okolicach Czerska, Brus i Śliwic występują gleby klasy III.

## Flora
W przeszłości na obszarze Borów Tucholskich dominował w drzewostanie buk wraz z sosną. Rosły tu też liczne drzewa liściaste, głównie dęby, graby, osiki i lipy. Nasilająca się od XVII wieku rabunkowa gospodarka leśna i późniejsze zalesianie wyłącznie sosną spowodowały, że obecnie Bory są obszarem monokulturowym sosny, jedynie na zboczach nad Wisłą występują w lasach gatunki ciepłolubne a na obszarach wylesionych wrzosowiska. Zarastające rynny jeziorne zamieniły się w torfowiska lub urodzajne łąki. Na torfowiskach występują dość licznie żurawina błotna, bagno zwyczajne, liczne gatunki mchów, w tym torfowców.

## Fauna
Teren Borów Tucholskich zamieszkuje wiele różnorodnych gatunków zwierząt. Występuje licznie zwierzyna – jelenie, sarny, dziki, lisy, niezwykle rzadko pojawiają się podczas szczególnie ostrych zim wilki. Nad rzekami występują bobry. Spośród ptaków, z gatunków rzadkich występują bielik, rybołów, żuraw zwyczajny, łabędź niemy, czapla siwa, kruk, głuszec, puchacz, bocian czarny i inne.

## Ochrona przyrody
Na obszarze mezoregionu Bory Tucholskie znajdują się trzy parki krajobrazowe:
- Tucholski Park Krajobrazowy,
- Wdecki Park Krajobrazowy,
- Wdzydzki Park Krajobrazowy.

Poza tym utworzono rezerwaty przyrody, a znaczna część borów, jezior i mokradeł wchodzi w skład obszaru Natura 2000 Bory Tucholskie (PLB220009) i rezerwatu biosfery Bory Tucholskie, sięgających poza granice mezoregionu, podobnie jak Leśny Kompleks Promocyjny Bory Tucholskie.
Park Narodowy „Bory Tucholskie” leży na terenie innego mezoregionu – Równiny Charzykowskiej.